# Aspidiotus atripileus
Aspidiotus atripileus är en insektsart som beskrevs av Abraham Munting 1971. Aspidiotus atripileus ingår i släktet Aspidiotus och familjen pansarsköldlöss. Inga underarter finns listade i Catalogue of Life.